# Secretariat de l'ONU
El Secretariat de l'ONU o la Secretaria General de l'ONU és un dels òrgans principals de les Nacions Unides, i és dirigit pel Secretari General de les Nacions Unides, assistit per un equip de professionals internacionals. Proveeix informació, estudis i les instal·lacions que són necessàries per als cossos de l'ONU i les seves reunions. Està encarregat de dur a terme les tasques segons la instrucció del Consell de Seguretat, de l'Assemblea General i de l'ECOSOC. Segons la Carta de les Nacions Unides l'equip de treball ha de ser elegit per sol·licitud amb els "estàndards més alts d'eficiència, competència i integritat", tenint en compte la importància de reclutar persones de totes les àrees geogràfiques.
La Carta de les Nacions Unides estableix que l'equip de treball no ha de buscar ni de rebre instruccions de cap autoritat que no sigui l'ONU mateixa. Cada estat membre de l'ONU ha de respectar el caràcter internacional del Secretariat i no ha d'intentar influenciar-lo. El Secretariat és l'únic òrgan responsable de l'elecció del seu equip de treball. Avui dia el secretari general és António Guterres.

## Responsabilitats
Les responsabilitats del secretari general són:
- donar suport per a resoldre les disputes internacionals
- administrar les operacions del manteniment de la pau
- organitzar congressos i conferències internacionals
- obtenir la informació necessària per a la implementació de les decisions del Consell de Seguretat
- consultar als governs dels estats membres la seva opinió sobre les diverses iniciatives.

Dues oficines importants del Secretariat són:
- L'Oficina del Coordinador d'Afers Humans
- Departament de les Operacions del Manteniment de la Pau

El secretari general també pot aconsellar al Consell de Seguretat sobre situacions que, segons la seva opinió, poden amenaçar la pau i la seguretat internacional.

## Proposta
El 21 de març, 2005 el secretari general Kofi Annan va proposar la realització de diverses reformes al Secretariat, i va anunciar la seva intenció de designar a un conseller científic, de crear una oficina per la "construcció de la pau", d'establir un mecanisme per a la presa de decisions amb un gabinet i d'enfortir les seves funcions de mediació.

## Secretaris
Els secretaris de l'ONU al llarg de la seva història: 
- Trygve Lie, Noruega (1945-1953)
- Dag Hammarskjöld, Suècia (1953-1961)
- U Thant, Birmània (1961-1971)
- Kurt Waldheim, Àustria (1972-1981)
- Javier Pérez de Cuéllar, Perú (1982-1991)
- Boutros Boutros-Ghali, Egipte (1992-1996)
- Kofi Annan, Ghana (1997-2006)
- Ban Ki-moon, Corea del Sud (2007-2016)
- António Guterres, Portugal (2017-present)